# 尤二姐
尤二姐，《红楼梦》人物，尤氏继母尤老娘带来的兩個女兒之一，另外一名為尤三姐，書中描述兩人生性有點風流。
後被贾璉偷娶为二房，并被安置在荣国府之外，多愁善感、溫柔美麗，雖然從前素行不檢，但嫁予賈璉後便忠心不二。
後因平兒無意中發現而告訴了王熙鳳。王熙凤趁賈璉出差時將尤二姊接回家中，在外利用尤二姐已退婚的丈夫張華毀謗尤二姐名聲、打官司，在家內對尤二姐則表面上疼愛有加、以禮相待，私下卻用秋桐借刀殺人、三餐不繼、欺凌辱罵，雖然平兒因不忍心而多次幫助，後悔將此事告訴王熙鳳，但在如此艱難的環境下，卻不知何處請來了庸醫將尤二姐的快成型的胎兒活活打下，尤二姐在精神壓力極大之下最後吞金自殺身亡。
死後賈璉才發覺尤二姐的所有家當所剩無幾，甚至王熙鳳還借賈母之口阻止賈璉將尤二姐埋在家廟。後平兒用私存的財務補貼二姐的埋葬費。